# Roman Dyboski
Roman Dyboski (ur. 19 listopada 1883 w Cieszynie, zm. 1 czerwca 1945 w Krakowie) – polski filolog angielski, historyk literatury angielskiej.

## Życiorys
Urodził się w rodzinie Antoniego (1853–1917), notariusza, i Marii z Łopuszańskich (1860–1925). Miał troje rodzeństwa: Stanisława (ur. 1885), Eleonorę Jadwigę (ur. 1886) i Tadeusza Ignacego (ur. 1891). Uczył się w gimnazjum niemieckim w Cieszynie. Po zdaniu w 1901 matury (z wyróżnieniem) studiował w Krakowie germanistykę i anglistykę. Był uczniem Wilhelma Creizenacha, Kazimierza Morawskiego i Maksymiliana Kawczyńskiego. Kontynuował naukę na Uniwersytecie Wiedeńskim, gdzie w 1907 uzyskał stopień doktora na podstawie rozprawy Tennysons Sprache und Stil, następnie habilitację na podstawie serii artykułów o dawnej literaturze angielskiej. W 1908 został docentem języka i literatury angielskiej na Uniwersytecie Wiedeńskim, od 1911 był profesorem na Uniwersytecie Jagiellońskim w Krakowie (wcześniej docent i kierownik Katedry Filologii Angielskiej). Czasowo przebywał w Oksfordzie, Londynie i Cambridge.
W 1914 wcielony został do armii austro-węgierskiej gdzie dowodził kompanią 16 pułku piechoty Obrony Krajowej. W grudniu 1914 został schwytany przez wojska rosyjskie i wysłany na Syberię. Na zesłaniu spędził siedem lat.
Po powrocie w 1921 do Krakowa został profesorem zwyczajnym UJ. W 1923 został wybrany na członka korespondenta, a w 1931 na członka czynnego Polskiej Akademii Umiejętności. Wykładał w Szkole Nauk Politycznych UJ. W akademickim 1930/1931 pełnił funkcję dziekana Wydziału Filozoficznego UJ. Wykładał i badał literaturę Wielkiej Brytanii. 
W 1935 był członkiem krakowskiej loży wolnomularskiej Przesąd Zwyciężony. 
W czasie okupacji niemieckiej zarabiał na życie lekcjami angielskiego i pracą w szkole zawodowej. 
Do grona jego uczniów należeli m.in. Stanisław Helsztyński, Julian Krzyżanowski, Wacław Borowy, Tadeusz Grzebieniowski, Przemysław Mroczkowski, Andrzej Waligórski. 
Tłumaczył też na polski literaturę angielską.
Zmarł nagle na atak serca 1 czerwca 1945 w Krakowie. 

## Wybrane publikacje
- Siedem lat w Rosji i na Syberii (1915–1921). Gebethner i Wolff, 1922 (wspomnienia R. Dyboskiego) (inne wydania: ISBN 83-86156-28-7)[8].
- William Shakespeare. Krakowska Spółka Wydawnicza, 1927.
- O Anglji i Anglikach. Wyd. F. Hoesick, Warszawa, 1929.
- Knighthode and Bataile: A XVth Century Verse Paraphrase of Flavius Vegetius Renatus Treatise 'De Re Militari, Oxford (EETS), 1935.
- Między literaturą a życiem. 1936.
- Wielcy pisarze amerykańscy. Wyd. PAX, 1958.

## Ordery i odznaczenia
- Krzyż Komandorski Orderu Odrodzenia Polski (8 listopada 1930)[9]
- Złoty Krzyż Zasługi (dwukrotnie: 11 listopada 1936[10], 10 listopada 1938[11])
- Złoty Wawrzyn Akademicki (5 listopada 1935)[12]